# Herman Devriès
Herman Devriès est un baryton français né à New York le 25 décembre 1854 et mort à Chicago le 24 août 1949, élève d'Ismaël. Alfred Sergoville publie sa biographie en 1893 dans Marseille-artiste.